# Montbray
Montbray település Franciaországban, Manche megyében. Lakosainak száma 325 fő (2022. január 1.). Montbray Beslon, La Colombe, Margueray, Morigny, Saint-Vigor-des-Monts, Noues-de-Sienne és Percy-en-Normandie községekkel határos.

## Népesség
A település népességének változása:
| Lakosok száma | 666  | 486  | 408  | 376  | 370  | 352  | 308  | 299  | 296  | 325  |
|               | 1968 | 1982 | 1990 | 2006 | 2013 | 2015 | 2017 | 2019 | 2020 | 2022 |